# ФКІ Левадія
ФКІ Левадія (Таллінн) — естонський футбольний клуб з Таллінна, заснований 22 жовтня 1998. У цей час виступає в Мейстрілііга. У 1998—2003 роках клуб називався Левадія Маарду, до 2017 включно — Левадія. Один із провідних клубів Естонії.
Основні кольори клубу біло-зелені. Домашні матчі проводить на стадіоні «Кадріорг», який вміщує 5 000 глядацьких місць.
У 2017 році клуб об'єднався з ФКІ Таллінн та змінив назву на ФКІ Левадія

## Досягнення
- Чемпіон Естонії: 11
  - 1999, 2000, 2004, 2006, 2007, 2008, 2009, 2013, 2014, 2021, 2024

- Володар Кубка Естонії: 11
  - 1999, 2000, 2004, 2005, 2007, 2010, 2012, 2014, 2018, 2021, 2024

- Володар Суперкубка Естонії: 9
  - 1999, 2000, 2001, 2010, 2013, 2015, 2018, 2022, 2025

## Виступи в єврокубках
| Сезон     | Змагання        | Раунд | Суперник        | Вдома        | На виїзді | В сукупності |
| --------- | --------------- | ----- | --------------- | ------------ | --------- | ------------ |
| 1999–2000 | Кубок УЄФА      | КР    | Стяуа           | 1–4          | 0–3       | 1–7          |
| 2000–01   | Ліга чемпіонів  | 1КР   | Нью-Сейнтс      | 4–0          | 2–2       | 6–2          |
| 2000–01   | Ліга чемпіонів  | 2КР   | Шахтар          | 1–5          | 1–4       | 2–9          |
| 2001–02   | Ліга чемпіонів  | 1КР   | Богеміан        | 0–0          | 0–3       | 0–3          |
| 2002      | Кубок Інтертото | 1Р    | Уніан Лейрія    | 1–2          | 3–0       | 4–2          |
| 2002      | Кубок Інтертото | 2Р    | Цюрих           | 0–0          | 0–1       | 0–1          |
| 2003–04   | Кубок УЄФА      | КР    | Вартекс         | 1–3          | 2–3       | 3–6          |
| 2004–05   | Кубок УЄФА      | 1КР   | Богеміан        | 0–0          | 3–1       | 3–1          |
| 2004–05   | Кубок УЄФА      | 2КР   | Буде-Глімт      | 2–1 (дод.ч.) | 1–2       | 3–3 (7–8 п)  |
| 2005–06   | Ліга чемпіонів  | 1КР   | Динамо Тбілісі  | 1–0          | 0–2       | 1–2          |
| 2006–07   | Кубок УЄФА      | 1КР   | Гака            | 2–0          | 0–1       | 2–1          |
| 2006–07   | Кубок УЄФА      | 2КР   | Твенте          | 1–0          | 1–1       | 2–1          |
| 2006–07   | Кубок УЄФА      | 1Р    | Ньюкасл Юнайтед | 0–1          | 1–2       | 1–3          |
| 2007–08   | Ліга чемпіонів  | 1КР   | Побєда          | 0–0          | 1–0       | 1–0          |
| 2007–08   | Ліга чемпіонів  | 2КР   | Црвена Звезда   | 2–1          | 0–1       | 2–2 (г)      |
| 2008–09   | Ліга чемпіонів  | 1КР   | Дрогеда Юнайтед | 0–1          | 1–2       | 1–3          |
| 2009–10   | Ліга чемпіонів  | 2КР   | Вісла Краків    | 1–0          | 1–1       | 2–1          |
| 2009–10   | Ліга чемпіонів  | 3КР   | Дебрецен        | 0–1          | 0–1       | 0–2          |
| 2009–10   | Ліга Європи     | ПО    | Галатасарай     | 1–1          | 0–5       | 1–6          |
| 2010–11   | Ліга чемпіонів  | 2КР   | Дебрецен        | 1–1          | 2–3       | 3–4          |
| 2011–12   | Ліга Європи     | 2КР   | Діфферданж 03   | 0–1          | 0–0       | 0–1          |
| 2012–13   | Ліга Європи     | 1КР   | Шяуляй          | 1–0          | 1–2       | 2–2 (г)      |
| 2012–13   | Ліга Європи     | 2КР   | Анортосіс       | 1–3          | 0–3       | 1–6          |
| 2013–14   | Ліга Європи     | 1КР   | Бала Таун       | 3–1          | 0–1       | 3–2          |
| 2013–14   | Ліга Європи     | 2КР   | Пандурій        | 0–0          | 0–4       | 0–4          |
| 2014–15   | Ліга чемпіонів  | 1КР   | Ла Фіоріта      | 7–0          | 1–0       | 8–0          |
| 2014–15   | Ліга чемпіонів  | 2КР   | Спарта Прага    | 1–1          | 0–7       | 1–8          |
| 2015–16   | Ліга чемпіонів  | 1КР   | Крузейдерс      | 1–1          | 0–0       | 1–1 (г)      |
| 2016–17   | Ліга Європи     | 1КР   | ГБ Торсгавн     | 1–1          | 2–0       | 3–1          |
| 2016–17   | Ліга Європи     | 2КР   | Спарта Прага    | 3–1          | 0–2       | 3–3 (г)      |
| 2017–18   | Ліга Європи     | 1КР   | Корк Сіті       | 0–2          | 2–4       | 2–6          |
| 2018–19   | Ліга Європи     | 1КР   | Дандолк         | 0–1          | 1–2       | 1–3          |
| 2019–20   | Ліга Європи     | 1КР   | Стьярнан        | 3–2 (дод.ч.) | 1–2       | 4–4 (г)      |
| 2020–21   | Ліга Європи     | 1КР   |                 |              |           |              |

## Відомі футболісти
- Костянтин Васильєв
- Тихон Шишов
- Ігор Морозов
- Артур Котенко
- Сергій Парейко